# Мария Френска (1145 – 1198)
Вижте пояснителната страница за други личности с името Мария Френска.
Мария Шампанска или Мария Френска (на френски: Marie de Champagne, Marie de France; * 1145, † 11 март 1198) е френска принцеса от династията на Капетингите, по съпруг – графиня на Шампан.

## Биография
Тя е най-голямото дете на френския крал Луи VII († 1180) и първата му съпруга Елеонор Аквитанска († 1204). Мария е полусестра на кралете Филип II Август († 1223), Ричард I Лъвското сърце († 1199) и Джон Безземни († 1216).
Мария се омъжва през 1164 г. за граф Анри I (1126 – 1181) от Шампан (Дом Блоа). Нейната по-малка сестра, Алис, се омъжва същата година за неговия брат Тибо V. Сестрата на двамата братя, Адел дьо Блоа-Шампан, е от 1160 г. третата съпруга на нейния баща и нейна мащеха.
Граф Филип I от Фландрия иска нейната ръка, но тя по неизвестни причини не се омъжва за него.
Мария поема регентството на Графство Шампан, когато нейният съпруг е в Светите земи и за синовете си от 1179 до 1187 и от 1190 до смъртта си през 1198 г.

## Деца
Мария и Анри I Шампан имат 4 деца:
- Анри ІІ (* 29 юли 1166, † 10 септември 1197, Акон), граф на Шампан и крал на Йерусалим (uxor nomine), ∞ 1192 за кралица Изабела I от Йерусалим († ок. 1205)
- Мария Шампанска (* ок. 1174, † 29 август 1204), ∞ 1186 за Балдуин I († 1205), граф на Фландрия и Хеннегау и император на Константинопол
- Тибо III (* 13 май 1179, † 24/25 май 1201), граф на Шампан, ∞ 1195 Бланш от Навара († 1229), дъщеря на крал Санчо VI от Навара
- Шоластика († 1219), ∞ граф Вилхелм V от Макон и Виен († 1224)